# Hazewinkel
Hazewinkel è un bacino naturale, appartenente alla municipalità di Willebroek, vicino alla città di Mechelen, famoso per ospitare spesso competizioni internazionali di canottaggio.